# Tim Borowski
Tim Borowski (n. 2 mai 1980, Neubrandenburg, Republica Democrată Germană, Germania) este un fotbalist german retras din activitate care a evoluat pe postul de mijlocaș central la formațiile Werder Bremen, Bayern München și la echipa națională de fotbal a Germaniei, cu care a reușit să câștige bronzul mondial în 2006 și argintul european în 2008.

## Cariera
Tim Borowski și-a început cariera de fotbalist în localitatea natală, evoluând încă de la o vârstă fragedă pentru juniorii lui Post Neubrandenburg (cunoscută mai apoi ca 1. FC Neubrandenburg 04), o echipă din ligile inferioare ale Germaniei. A fost observat de către scouterii clubului Werder Bremen și în scurt timp a ajuns la centrul de copii și juniori al acestei echipe.
În anul 1999, a evoluat pentru prima oară pentru echipa sub 23 de ani a clubului, la care avea să rămână până în anul 2001, adunând 58 de apariții și marcând 12 goluri. În 2001, el a fost promovat definitiv la echipa de seniori a clubului, pentru care evoluase sporadic și în urmă cu un an. Tot în perioada în care a evoluat pentru echipa secundă a lui Werder, Borowski a fost un obișnuit al echipei naționale de tineret a Germaniei, în care a fost selecționat de 15 ori.
În anul 2002, mai exact la data de 21 august a acestui an, Borowski a debutat în echipa națională a Germaniei, într-un meci încheiat la egalitate de echipa sa, scor 2-2, împotriva Bulgariei.
La Werder Bremen, Tim Borowski a rămas până în vara anului 2008, reușind o serie de performanțe remarcabile: câștigarea „dublei” campionat-cupă în anul 2004 și bifarea a nu mai puțin de 169 de prezențe în Bundesliga, competiție în care a marcat de 23 de ori în tricoul lui Werder.
În 2006, Borowski a participat la Campionatul Mondial de Fotbal 2006, desfășurat chiar în Germania. Deși a început turneul ca titular, fiind titularizat împotriva echipei naționale din Costa Rica datorită accidentării lui Michael Ballack, el a fost mai mult rezervă în celelalte partide, intrând pe parcursul acestora.
În meciul împotriva Argentinei, Borowski a dat pasa la golul egalizator al germanilor, marcat de Miroslav Klose în minutul 80, iar la loviturile de departajare a transformat cu succes ultimul penalty executat de germani. Chiar dacă nu a evoluat în finala mică, Borowski a reușit să își adjudece medalia de bronz, datorită victoriei Germaniei în fața Portugaliei.
În 2008, Borowski a participat la Campionatul European de Fotbal desfășurat în Austria și Elveția - Euro 2008. A debutat în acest turneu în ultimul meci al grupei, împotriva Austriei, când a fost introdus în al treilea minut al prelungirilor reprizei secunde. A mai evoluat încă 20 de minute în meciul cu Portugalia din sferturi, înlocuindu-l în repriza secundă pe Thomas Hitzlsperger. Totuși, el și-a adăugat în palmares și titlul de vicecampion al Europei, după ce Germania a ajuns până în finală.
În vara anului 2008, Borowski a ajuns la formația Bayern München, marcând într-unul din primele sale meciuri pentru echipa bavareză, în etapa a doua a Bundesligii, împotriva formației Borussia Dortmund (scor final: 1-1).
Se întoarce la Werder Bremen pe data de 22 iulie 2009, semnând un contract pe trei ani. După ce în ultimii doi ani de contract joacă doar treisprezece meciuri, se retrage din fotbal din cauza accidentărilor, la vârsta de 32 de ani.

## Palmares
- Campion al Germaniei (o dată): 2004
- Cupa Germaniei (o dată): 2004
- Campion al Germaniei U-19 (o dată): 1999
- Vice-campion European (o dată): 2008
- Medalie de Bronz la Campionatul Mondial (o dată): 2006
- Medalie de Bronz la Cupa Confederațiilor (o dată): 2005